# Gimnásia
Gimnásia, na mitologia grega, era uma das horas, filhas de Zeus e de Têmis, deusas guardiãs da ordem natural, do ciclo anual de crescimento da vegetação e das estações climáticas anuais.
Gimnásia era personificação da ginástica e dos esportes.